# Col de Serre Colon
Le col de Serre Colon est un col routier situé dans les Alpes en France. À une altitude de 433 mètres, il se trouve en Auvergne-Rhône-Alpes, dans le département de la Drôme.

## Géographie
Le col se situe sur le territoire de la commune de Montjoyer dans un environnement forestier.

## Activités

### Énergie
Un parc de 10 éoliennes est installé en ligne depuis le col au long de la crête de Vire-Vieille.

### Cyclisme
Gravi depuis Salles-sous-Bois avec 4,1 km à 3,7 %, le col figure au km 130 de la 5e étape du Tour de France 2020 en 4e catégorie entre Gap et Privas. Le Français Benoît Cosnefroy, alors en tête au classement de la montagne, le passe en premier.

### Randonnée
Le sentier de grande randonnée 429, reliant le col de Dieu-Grâce (Drôme) à Viviers en 46 km, y passe.